# ABS-CBN News Channel
ABS-CBN News Channel (ANC) è un canale televisivo all-news filippino, proprietà di ABS-CBN Corporation. È stato lanciato nel 1996 come primo canale di notizie in lingua inglese. La maggior parte dei suoi programmi è prodotta da ABS-CBN News.